# Củ Chi-alagútrendszer
A Củ Chi (Địa đạo Củ Chi) egy alagútrendszer, mely 70 km-re északnyugatra fekszik Saigontól. Az alagútrendszer eredeti hossza több mint 200 km volt, de ebből csak 120 km maradt meg.
A vietnámi háború során a Vietkong beépítette az alagutakat. Bennük kórházak, konyhák, hálószoba, konferenciatermek, fegyverek voltak találhatóak. 1968-ban a Vietkongok támadták Saigont ebből az alagútrendszerből.